# Hercules: An Original Walt Disney Records Soundtrack
| Recensione   | Giudizio |
| ------------ | -------- |
| Allmusic     | [ 4 ]    |
| Filmtracks   | [ 5 ]    |
| Sputnikmusic | [ 6 ]    |

Hercules: An Original Walt Disney Records Soundtrack è la colonna sonora del Classico Disney del 1997 Hercules. Consiste in musica scritta dal compositore Alan Menken e dal paroliere David Zippel, orchestrata da Danny Troob e Michael Starobin e cantata nell'edizione originale, tra gli altri, da Lillias White, LaChanze, Roz Ryan, Roger Bart, Danny DeVito e Susan Egan. L'album include anche la versione singolo di "Go the Distance" di Michael Bolton.

## Produzione
Nel 1994 David Zippel fu incaricato di comporre i testi per le canzoni del film, collaborando con Alan Menken. Zippel aveva già collaborato con Menken alla rivista di cabaret intitolata It's Better With a Band e al musical Diamonds, diretto da Harold Prince. L'idea di incorporare musica gospel per le canzoni fu suggerita dal co-sceneggiatore e co-regista John Musker, anche se Menken preferiva "qualcosa di molto classico e greco – un approccio alla Candide". Musker spiegò: "Il gospel è un tipo di musica narrativa. Può essere esaltante, soprattutto quando mette tutti in piedi. Stavamo cercando un equivalente moderno per i riferimenti greci e questo stile di musica sembrava essere divertente e allo stesso tempo una vera inversione di tendenza". Le Spice Girls furono inizialmente contattate per interpretare le Muse dopo essere state invitate a cantare una delle canzoni, ma rifiutarono l'offerta a causa di impegni concomitanti.
Per la versione singola di "Go the Distance", Menken scelse personalmente Michael Bolton come cantante, e la Columbia Records pagò una cifra sconosciuta alla Walt Disney Records per i diritti della colonna sonora. Per la versione spagnola del film, "Go the Distance" fu rifatta da Ricky Martin e pubblicata come singolo con il titolo "No Importa La Distancia", riscuotendo un grande successo. Nella versione turca del film, "Go the Distance" fu cantata da Tarkan, che doppiò anche il protagonista da adulto. "Go the Distance" fu candidata sia per l'Oscar alla migliore canzone sia per il Golden Globe per la migliore canzone originale; entrambi i premi furono vinti da "My Heart Will Go On" di Céline Dion da Titanic.
Belinda Carlisle registrò due versioni di "I Won't Say (I'm in Love)" e un video musicale per scopi promozionali. Anche se alla fine si decise di non includerla nella versione inglese, diversi doppiaggi stranieri (tra cui quelli in svedese, finlandese, islandese e russo) la inserirono al posto della ripresa di "A Star Is Born" nei titoli di coda. L'edizione italiana del film presentava invece la versione cantata da Paola & Chiara col titolo "Ti vada o no" (pubblicata anche come singolo), mentre quella di Carlisle fu inclusa solo nell'album.

## Tracce

### Versione originale
Testi di David Zippel, musiche di Alan Menken.
1. Long Ago... – 0:30 – Charlton Heston
2. The Gospel Truth I/Main Title – 2:25 – Lillias White, LaChanze, Roz Ryan, Cheryl Freeman e Vanéese Y. Thomas
3. The Gospel Truth II – 0:59 – Roz Ryan
4. The Gospel Truth III – 1:05 – Lillias White, LaChanze, Roz Ryan, Cheryl Freeman e Vanéese Y. Thomas
5. Go the Distance – 3:14 – Roger Bart
6. Oh Mighty Zeus – 0:46
7. Go the Distance (Reprise) – 0:57 – Roger Bart
8. One Last Hope – 3:00 – Danny DeVito
9. Zero to Hero – 2:20 – Tawatha Agee, Lillias White, LaChanze, Roz Ryan, Cheryl Freeman e Vanéese Y. Thomas
10. I Won't Say (I'm in Love) – 2:20 – Susan Egan, Lillias White, LaChanze, Roz Ryan, Cheryl Freeman e Vanéese Y. Thomas
11. A Star Is Born – 2:04 – Lillias White, LaChanze, Roz Ryan, Cheryl Freeman e Vanéese Y. Thomas
12. Go the Distance (Single) – 4:42 – Michael Bolton
13. The Big Olive – 1:07
14. The Prophecy – 0:53
15. Destruction of the Agora – 2:07
16. Phil's Island – 2:25
17. Rodeo – 0:39
18. Speak of the Devil – 1:30
19. The Hydra Battle – 3:28
20. Meg's Garden – 1:14
21. Hercules' Villa – 0:37
22. All Time Chump – 0:38
23. Cutting the Thread – 3:23
24. A True Hero/A Star Is Born (End Title) – 5:33 – Lillias White, LaChanze, Roz Ryan, Cheryl Freeman e Vanéese Y. Thomas

Durata totale: 47:56

### Versione italiana
Testi di Michele Centonze.
1. Paola & Chiara – Ti vada o no (Single Version) – 3:16
2. Boyzone – Shooting Star – 4:11
3. Michael Bolton – Go The Distance – 4:40
4. Jocelyn Brown – A Star Is Born – 2:03
5. Jocelyn Brown – The Gospel Truth – 4:26
6. Belinda Carlisle – I Won't Say (I'm in Love) – 3:16
7. Ricky Martin – No Importa La Distancia – 4:51
8. Sounds of Blackness – Zero to Hero – 3:57
9. Oreste Rizzini – Tempo fa – 0:30
10. Emanuela Cortesi, Lalla Francia, Lola Faghaly, Paola Folli e Paola Repele – Questa è la realtà 1 – 2:24
11. Emanuela Cortesi, Lalla Francia, Lola Faghaly, Paola Folli e Paola Repele – Questa è la realtà 2 – 0:57
12. Emanuela Cortesi, Lalla Francia, Lola Faghaly e Paola Folli – Questa è la realtà 3 – 1:04
13. Alex Baroni – Posso farcela – 3:13
14. Oh, possente Zeus – 0:45
15. Alex Baroni – Posso farcela (Reprise) – 0:54
16. Giancarlo Magalli – L'ultima speranza – 3:00
17. Emanuela Cortesi, Lalla Francia, Lola Faghaly, Paola Folli, Paola Repele e Moreno Ferrara – Ieri era zero – 2:19
18. Lalla Francia, Paola Folli, Emanuela Cortesi, Lola Faghaly, Paola Repele e Barbara Cola – Ti vada o no – 2:19
19. Emanuela Cortesi, Lalla Francia, Lola Faghaly, Paola Folli e Paola Repele – È nata una star – 2:03
20. La grande oliva – 1:05
21. La profezia – 0:53
22. La distruzione di Agorà – 2:06
23. L'isola di Fil – 2:25
24. Rodeo – 0:39
25. Si parlava di disastri – 1:30
26. La battaglia con l'Idra – 3:28
27. Il giardino di Meg – 1:14
28. La villa di Hercules – 0:36
29. Il più grande fra i tonti – 0:37
30. Tagliando il filo – 3:23
31. Emanuela Cortesi, Lalla Francia, Lola Faghaly, Paola Folli e Paola Repele – Un vero eroe/È nata una star – 5:33

Durata totale: 73:37

## Classifiche
| Classifica (1997) | Posizione massima |
| ----------------- | ----------------- |
| Canada            | 88                |
| Stati Uniti       | 37                |